# 계룡산통
계룡산통은 두만강침강대지역에서 나타는 두만계층의 하나로, 페름기상세층이다.

## 라진-선봉지구에서의 계룡산통
라진-선봉지구는 두만강침강대 남동부의 해안선을 따라 몰리운 융기대구역이다. 라진 선봉지구에서 두만계층은 두만강암군과 단천암군관입암체의 관입으로 깎이다 남은 모양으로 군데군데 남아있으며 두만계 하부층인 암기통과 계룡산통만 조금 남아있다.
라진-선봉지구의 계룡산통은 부거천유역의 라진 락산동의 로세동부근에 21 km2정도의 면적으로 드러나있다.
이 지구에서의 계룡산통 암석에는 견운모녹니석편암, 견운모규질편암, 녹니석규질편암, 흑운모규질편암, 천매암질편암, 분사암, 석회암의 낌층과 그 사이에 끼여있는 함력양기석, 녹염석, 녹니석, 규질편암, 녹니석녹염석양기석편암이 들어있다.
이 지구에서 계룡산통은 암기통 우에 정합으로 놓여있다. 웃한계는 두만강암군 관입암체에 의해 뚫려 잘 알 수 없다. 여기서 계룡산통의 두께는 369 ~ 645 m이다.
계룡산통의 아래부분에 있는 흑색천매암과 편암안에 끼이는 회색석회암(두께 1 ~ 10 ㎝)애 산호류와 해백합 조각이 들어있다.
부거리로부터 북서방향으로 1.5 ㎞ 떨어진 곳에서의 자름면은 아래로부터 우로 가면서 다음과 같다(암기통분사암우에서부터)
1. 함력양기석녹염석녹니석질규질편암...1 m
2. 암회색견운모규질편암...23 m
3. 함력양기석녹염석녹니석질규질편암...1 m
4. 녹회색녹니석규질편암...12 m
5. 회록색 견운모녹니석편암(이 안에 두께가 5 ㎝인 흑운모규질편암이 자주 끼인다)...11 m
6. 함력양기석-녹염석녹니석규질편암(이 안에 두께가 5 ~ 10 ㎝인 견운모녹니석편암이 자주 끼인다)...20 m
7. 암회색흑운모규질편암...10 m
8. 암회색견운모규질편암...2 m
9. 함력양기석녹염석녹니석규질편암...4 m
10. 담회색견운모규질편암과 녹회색규질편암이 엇바뀌는 층(녹회색규질편암은 우로 올라가면서 많아짐)...12 m
11. 함력양기석녹염석녹니석규질편암...6 m
12. 녹회색녹니석규질편암...22 m
13. 함력양기석녹염석녹니석규질편암...4 m
14. 회녹색견운모녹니석편암...4 m
15. 함력양기석녹염석녹니석규질편암...2 m
16. 회녹색견운모녹니석편암...26 m
17. 함력양기석녹염석녹니석규질편암...3 m
18. 회록색견운모녹니석편암...22 m
19. 함력양기석녹염석녹니석규질편암...4 m
20. 회녹색견운모녹니석편암...37 m
21. 암회색천매암질편암(이 안에 두께가 1 ~ 10 ㎝인 회색석회암이 자주 끼인다)...35 m
22. 회흑색견운모녹니석편암...8 m
23. 암회색천매암질편암(아래부분에 두께가 1 ~ 10 ㎝인 흑운모규질편암, 석회암이 끼인다. 석회암 안에 산호가 들어있다)...16 m
24. 녹회색분사암...50 m
25. 함력양기석녹염석녹니석규질편암...2 m
26. 회녹색견운모녹니석편암...13 m
27. 함력양기석녹염석녹니석규질편암...2 m
28. 회록색견운모녹니석편암...42 m
29. 함력양기석녹염석녹니석규질편암...1 m
30. 회녹색견운모녹니석편암...19 m
31. 녹회색견운모녹니석편암(이 안에 함력양기석녹염석녹니석규질편암이 자주 끼인다)...231 m

층의 전체 두께는 645 m이다.
락산지구의 로세동부근에서 자름면은 아래로부터 우로 가면서 다음과 같다.
-암기통의 분사암우에-
1. 녹니석녹염석양기석편암(웃부분은 각암화되였으며 두께가 0.5 ~ 1 m인 견운모규질편암이 끼인다)...25 m
2. 녹회색분사암과 회녹색견운모녹니석이 엇바뀌는 층(이 층 밑에서부터 1 ~ 2 m 우로 올라가면서 점차 얇아진다)...22 m
3. 규질편암...2 m
4. 함력양기석녹염석녹니석질규질편암...18 m
5. 회녹색견운모녹니석편암...102 m
6. 회녹색견운모녹니석편암(함력양기석녹염석녹니석규질편암이 끼인다)...200 m

층의 전체 두께는 369 m이다.
계룡산통의 아래부분은 규질편암류, 견운모녹니석편암, 천매암질편암, 분사암으로 되여있으며 웃부분은 비교적 균질한 견운모녹니석편암으로 되여있다. 아래부분의 천매암질편암에는 회색석회암이 1 ~ 10 ㎝ 두께로 자주 끼인다. 락산지구의 로세동부근의 아래부분에서는 층이 얇아지며(67 m) 그 안에 있는 천매암질편암에는 두께가 0.5 ~ 0.8 m인 석회암층이 3개가 있다. 또한 분출퇴적기원의 변성암력이 들어있는 양기석녹염석녹니석규질편암, 녹염석양기석규질편암, 녹니석녹염석양기석질편암의 낌층이 자주 끼인다. 낌층의 두께는 보통 1 ~ 5 m, 드물게 25 m이다, 이 암석들에 들어있는 역의 양과 조성은 잇달림상에서 다르다. 역은 석회암, 점판암, 규질편암, 규암, 드물게 변질된 화강암과 분출암으로 되여있다. 구성암석은 편리방향으로 길게 늘어진 렌즈모양을 이룬다. 역질편암은 주로 부거지구 암기동 부근에서 잘 잇달린다. 그 크기는 1 ~ 5 ㎝, 또는 20 ㎝ 안팎인 것도 있다. 이 지구에서 계룡산통은 두망간암군 화강암에 의하여 뚫리였기 때문에 두께가 상이하다.

## 청진지구에서의 계룡산통
청진지구는 수성천단열대의 동쪽인 청진단열지괴의 남쪽부분에 해당하는 구역이 속한다. 청진지구의 두만계층은 서수라지구로부터 금바위를 거쳐 청진시 청암구역 교원리 증산지구에까지 널려있다.
이 지구에서 두만계층은 암기통과 계룡산통으로 나눈다.
청진지구 계룡산통은 서하동향사, 황만동향사, 계룡산향사, 산로산향사에 놓인다. 계룡산통의 아래부분은 암기통 우에 정합으로 놓이며 웃한계는 화강암에 의해 끊기였거나 단층에 의하여 잘리여 가를수 없다. 이 지구의 암석은 안산암, 영안암, 안산분암과 그 응회암 및 녹색암이다. 지층들은 북서로 잇달리면서 북동쪽으로 40 ~ 80˚비탈졌다. 이 지구에서 계룡산통의 두께는 1200 m 정도 된다.
계룡산북쪽 산비탈면에서 자름면은 아래로부터 우로 가면서 다음과 같다.
1. 녹니석편암...9.8 m
2. 응회질녹색암(영안암질)...3.8 m
3. 녹니석편암...12.5 m
4. 응회질녹색암...2.9 m
5. 흑색점판암...0.1 m
6. 석회암(해백합화석 있음)...3 m
7. 녹니석편암...1.9 m
8. 회녹색점토질녹니석편암...10.1 m
9. 응회직녹니석편암(영안암질)...0.87 m
10. 회록색점판암...79 m
11. 녹색암(규질물이 1 ~ 2 ㎝ 두께로 여러개 끼인다)...3.3 m
12. 분사질흑색점판암...4.4 m
13. 응회질녹색암...20 m
14. 세립사질과 점토질물이 세층으로 엇바뀌는 층...2.7 m
15. 분사질녹니석편암...5.7 m
16. 흑색점판암...5.7 m
17. 녹색점판암...1.9 m
18. 잡사암과 점판암이 엇봐끼는 층...1.7 m
19. 회록색점판암...4 m
20. 응회암...50 m
21. 녹색암...81 m
22. 석영각반암이 얇게 끼인 녹니석편암...1.7m
23. 응회질녹색암...71 m
24. 응회암...11.4 m
25. 녹색암...12.4 m
26. 녹니석편암...83 m
27. 응회암...69 m
28. 녹색점판암...31 m
29. 응회암...71 m
30. 응회질녹색암...338 m

층의 전체 두께는 1042.87 m이다.
교동서쪽 산비탈면에서의 자름면은 아래로부터 우로 가면서 다음과 같다.
1. 잡사암...22 m
2. 녹니석편암...11.7 m
3. 영안암질응회암...9.3 m
4. 소력질응회암...4.9 m
5. 점판암...1 m
6. 역질응회암...4.9 m
7. 응회질녹색암...80 m
8. 안산암질응회암...72 m
9. 역질응회암...51 m
10. 녹니석편암...15 m
11. 안산분암...34.3 m
12. 흑색점판암...6.4 m
13. 영안암질응회암...19 m
14. 응회암과 녹색암이 서로 엇봐끼는 층...14.7 m
15. 규질점판암...4.5 m
16. 안산분암...20 m
17. 역질응회암과 잡사암...9.5 m
18. 점토분과 응회질이 서로 얇게 엇바뀌는 층...2.6 m
19. 역질응회암...10.1 m
20. 흑색점판암...1.8 m
21. 잡사압(점판암의 얇은 층이 끼인다)...14. 2 m
22. 잡사압...5 m
23. 흑색점판암...26 m
24. 안산분암...27 m
25. 응회질잡사암...23 m
26. 안산분암...9.8 m
27. 녹니석편암...27 m
28. 잡사암...2.9 m
29. 안산분암...61 m
30. 안산암...28 m
31. 역질응회암...0.6 m
32. 안산분암...3.7 m
33. 녹색암...117 m
34. 안산분암...87 m
35. 녹색암과 안산분암이 서로 엇바뀌는 층...41 m
36. 안산분암...15.4 m
37. 녹색암...72.4 m
38. 역질응회암...7.1 m

층의 전체 두께는 932.8 m이다.
이 지구 계룡산통은 증산지구에서 서남쪽 장생지구로 가면서 층은 심하게 밀리였으므로 그곳에서는 편리가 잘 나타난다. 통의 아래부분에서는 석회암과 점판암이 1 ~ 5 m 두께로 2 ~ 3개 정도 들어있는 역질응회암이 끼이며 안산암, 영안암, 안산분암, 녹색암이 많아진다. 달림방향에서 매개암석들은 서로 엇바뀌고 자주 끊어지며 암상변화가 심하게 나타난다. 따라서 이 층 안에 낌층으로 들어있는 점판암이나 석회암도 잇달림이 좋지 못하다. 이 낌층들은 암기통의 분출암과 계룡산통의 분출암을 가르는 시준층으로 되고있다. 이 통의 석회암 안에는 해백합화석이 들어있다.

## 가라지봉지구의 계룡산통
관모융기대지역의 두만계층은 단천암군 관입암체와 단층에 의하여 뚫리였거나 잘리여 관모지구, 고무산지구, 가라지봉지구에 작은 규모의 쐐기모양으로 드러나있다. 이 중 가라지봉지구에 계룡산통이 드러나 있는데 북동방향으로 좁고 긴 띠 모양으로 무산군 강선로동자구로부터 가라지봉을 지나 회령군 룡천리 소구내골까지의 20여 ㎞ 길이로 잇달리낟. 이 지층은 부윤단열지괴의 무산융기구와 남대천요함구계선을 따라 주로 요함구에 치우쳐 나타난다. 면적은 약 15 km2이다. 이전에는 무산층군의 일부로 생각되였으나 축척 1:5만 조사에서 이 층을 계룡산통으로 하였다.

## 계룡산통의 시대와 성인 고찰
두만계는 강한 습곡작용과 분출작용 또는 암상작용이 격렬하게 진행되던 상부고생대초의 석탄기말에서부터 페름기말까지의 시기에 생긴 것으로 인정된다. 두만계는 해저에서 형성된 쇄설퇴적암과 염기성-중산성분출암 및 그의 응회암 등으로 이루어져있다. 페름기에 들어서면서 침강구역으로 변하면서 그곳에서는 강한 구조운동과 함께 분출·관입활동이 보다 활발히 진행되였다. 이 시기에는 분지가 비교적 온화한 해양과 연결되여있었다. 이는 인도양,태평양의 해서동물군과 고지중해에서 볼 수 있는 방추충, 완족류 및 관성해조류들이 있었기 때문이다. 계룡산통은 암기동골짜기와 금월동 그리고 다른 지역의 석회암에서 여러 가지 완족류, 해백함, 태선류, 방추충, 유공충, 방산충 등 동물화석이 나오기 때문에 페름기상세로 그 시대가 결정되였다.
계룡산통에 대해서는 청진암군과 함께 묶어 오피오라이트의 웃층으로 얹혀있는 저탁암과 분출암으로 보는 견해가 있다.

## 참고 문헌
- 류종락 외. 조선지질구성 (2). 공업출판사, 1990
- 림동수, 양정혁. 청진지구 계룡산통의 몇가지 오피오라이트적 특성에 대하여, 지질 및 지리과학. 2000, no 2. p11-13